# Qualificazioni al campionato mondiale femminile di calcio 2015 - UEFA - Fase a gironi, gruppo 1
Il gruppo 1 della sezione UEFA della qualificazioni al campionato mondiale femminile di calcio 2015 è composto da sei squadre: Croazia, Germania, Irlanda, Russia, Slovacchia e Slovenia.

## Classifica finale
| Pos | Squadra    | Pt | G  | V  | N | P | GF | GS | DR  |
| --- | ---------- | -- | -- | -- | - | - | -- | -- | --- |
| 1.  | Germania   | 30 | 10 | 10 | 0 | 0 | 62 | 4  | +58 |
| 2.  | Russia     | 22 | 10 | 7  | 1 | 2 | 19 | 18 | +1  |
| 3.  | Irlanda    | 17 | 10 | 5  | 2 | 3 | 13 | 9  | +4  |
| 4.  | Croazia    | 8  | 10 | 2  | 2 | 6 | 7  | 20 | -13 |
| 5.  | Slovenia   | 6  | 10 | 2  | 0 | 8 | 7  | 34 | -27 |
| 6.  | Slovacchia | 4  | 10 | 1  | 1 | 8 | 6  | 29 | -23 |

## Risultati
| Arbitro: | Jana Adámková |

| |           |  |
| Šašić 22’ (rig.) Keßler 25’, 85’ Marozsán 26’, 37’ Alushi 73’ Leupolz 76’ Goeßling 80’ Schmidt 87’ | Marcatori |  |

| Arbitro: | Pernilla Larsson |

|                               |           |  |
| Russell 56’ D. O'Sullivan 74’ | Marcatori |  |

| Arbitro: | Knarik Grigoryan |

|           |           |                |
| Kolar 11’ | Marcatori | 90+4’ Caldwell |

| Arbitro: | Stéphanie Frappart |

|                 |           |                              |
| Škorvánková 77’ | Marcatori | 30’ Rola 45+1’ Nikl 89’ Zver |

| Arbitro: | Sandra Bastos |

|  |           |                 |
|  | Marcatori | Bartovičová 33’ |

| Arbitro: | Amy Rayner |

|  |           | |
|  | Marcatori | 4’ (rig.), 32’, 66’ Šašić 10’ Maier 16’, 20’, 65’ Mittag 19’ Krahn 42’ Laudehr 62’ Alushi 85’, 87’ Goeßling 90+3’ Popp |

| Arbitro: | Lilach Asulin |

|  |           |                                                  |
|  | Marcatori | 12’ F. O'Sullivan 42’ O'Gorman 46’ D. O'Sullivan |

| Arbitro: | Lina Lehtovaara |

|                                                                 |           |  |
| Šašić 52’ Hercigonja-Moulton 56’ (aut.), 62’ (aut.) Wensing 80’ | Marcatori |  |

| Arbitro: | Katalin Kulcsár |

|  |           |                                  |
|  | Marcatori | 72’ (aut.) Kolenová 74’ Morozova |

| Arbitro: | Elia Martinez |

|  |           |                                                      |
|  | Marcatori | 8’, 83’ Keßler 57’, 65’ Mittag 84’ Popp 87’ Marozsán |

| Arbitro: | Yuliya Medvedeva-Keldyusheva |

|  |           |                                                                           |
|  | Marcatori | 12’, 22’, 68’, 80’ Marozsán 13’ Šašić 53’ Mittag 72’ Popp 90+1’ Bartusiak |

| Arbitro: | Olga Zadinová |

|                                                        |           |            |
| Orlova 31’ Korovkina 36’ Cybutovič 53’ Pantjuchina 87’ | Marcatori | 12’ Jerina |

| Arbitro: | Efthalia Mitsi |

|                    |           |                                             |
| Quinn 3’ Roche 89’ | Marcatori | 65’ (rig.) Laudehr 84’ Lotzen 90+1’ Leupolz |

| Arbitro: | Sofia Karagiorgi |

|                |           |  |
| Pantjuchina 9’ | Marcatori |  |

| Arbitro: | Sandra Bastos |

|                                        |           |  |
| Leupolz 18’ Mittag 21’, 67’ Lotzen 63’ | Marcatori |  |

| Arbitro: | Efthalia Mitsi |

|                   |           |                                 |
| F. O'Sullivan 35’ | Marcatori | 7’ Sočneva 12’, 43’ Pantjuchina |

| Arbitro: | Séverine Zinck |

|                                                                                     |           |             |
| Alushi 2’, 35’, 70’ Mittag 24’, 80’ Keßler 39’ Marozsán 40’ Leupolz 73’ Laudehr 76’ | Marcatori | 85’ Bíróová |

| Arbitro: | Eleni Lampadariou |

|  |           |                                                    |
|  | Marcatori | Hercigonja-Moulton 7’ Balog 10’ Landeka 17’ (rig.) |

| Arbitro: | Gyöngyi Gaál |

|            |           |                               |
| Jerina 59’ | Marcatori | 28’ Cybutovič 41’ (aut.) Grad |

| Arbitro: | Karolina Radzik-Johan |

|                     |           |  |
| D. O'Sullivan 90+3’ | Marcatori |  |

| Krasnoarmejsk 19 giugno 2014, ore 14:00 | Russia        | 0 – 0 referto | Irlanda | Stadio Krasnoarmejsk (700 spett.)\| Arbitro: \| Teodora Albon \| |
| Arbitro:                                | Teodora Albon |               |         |                                                                  |

| Arbitro: | Graziella Pirriatore |

|             |           |           |
| Šušková 29’ | Marcatori | 32’ Lojna |

| Arbitro: | Linn Andersson |

|                              |           |  |
| Russell 2’ F. O'Sullivan 76’ | Marcatori |  |

| Arbitro: | Eleni Lampadariou |

|                                               |           |              |
| Sidorovskaja 58’ Morozova 63’ Pantjuchina 80’ | Marcatori | 25’ Kolenová |

| Arbitro: | Pernilla Larsson |

|                     |           |                                |
| Cybutovič 9’ (rig.) | Marcatori | 6’ Laudehr 19’, 28’, 72’ Šašić |

| Arbitro: | Monica Larsen |

|           |           |  |
| Lojna 15’ | Marcatori |  |

| Arbitro: | Simona Ghisletta |

|  |           |             |
|  | Marcatori | 90+2’ Roche |

| Arbitro: | Dilan Gökçek |

|                   |           |               |
| Nikl 47’ Zver 76’ | Marcatori | 74’ Ondrušová |

| Arbitro: | Monika Mularczyk |

|           |           |                                    |
| Lojna 26’ | Marcatori | 11’, 34’ Pantjuchina 77’ Terechova |

| Arbitro: | Kateryna Monzul' |

|                          |           |  |
| Behringer 28’ Mittag 34’ | Marcatori |  |

## Statistiche

### Classifica marcatrici
11 reti
- Anja Mittag

9 reti
- Célia Šašić (2 rig.)

8 reti
- Dzsenifer Marozsán

7 reti
- Ekaterina Pantjuchina

5 reti
- Fatmire Alushi
- Nadine Keßler

4 reti
- Simone Laudehr (1 rig.)
- Melanie Leupolz

3 reti
- Izabela Lojna
- Lena Goeßling

- Alexandra Popp
- Denise O'Sullivan

- Fiona O'Sullivan
- Ksenija Cybutovič (1 rig.)

2 reti
- Lena Lotzen
- Stephanie Roche
- Julie-Ann Russell

- Elena Morozova
- Kaja Jerina

- Andreja Nikl
- Mateja Zver

1 rete
- Leonarda Balog
- Helenna Hercigonja-Moulton
- Katarina Kolar
- Iva Landeka
- Saskia Bartusiak
- Melanie Behringer
- Annike Krahn
- Leonie Maier
- Bianca Schmidt

- Luisa Wensing
- Diane Caldwell
- Áine O'Gorman
- Louise Quinn
- Nelli Korovkina
- Valentina Orlova
- Alla Sidorovskaja
- Ekaterina Sočneva

- Elena Terechova
- Anisa Rola
- Diana Bartovičová
- Alexandra Bíróová
- Eva Kolenová
- Lucia Ondrušová
- Dominika Škorvánková
- Lucia Šušková

2 autoreti
- Helenna Hercigonja-Moulton (a favore della Germania)

1 autorete
- Eva Kolenová (a favore della Russia)
- Luzija Grad (a favore della Russia)